# 异叶薯蓣
异叶薯蓣（学名：Dioscorea biformifolia）是薯蓣科薯蓣属的植物，为中国的特有植物。分布于中国大陆的云南等地，生长于海拔800米至1,800米的地区，一般生于河谷、山坡的杂木灌丛中及林缘阴处，目前尚未由人工引种栽培。